# Henrik Morén

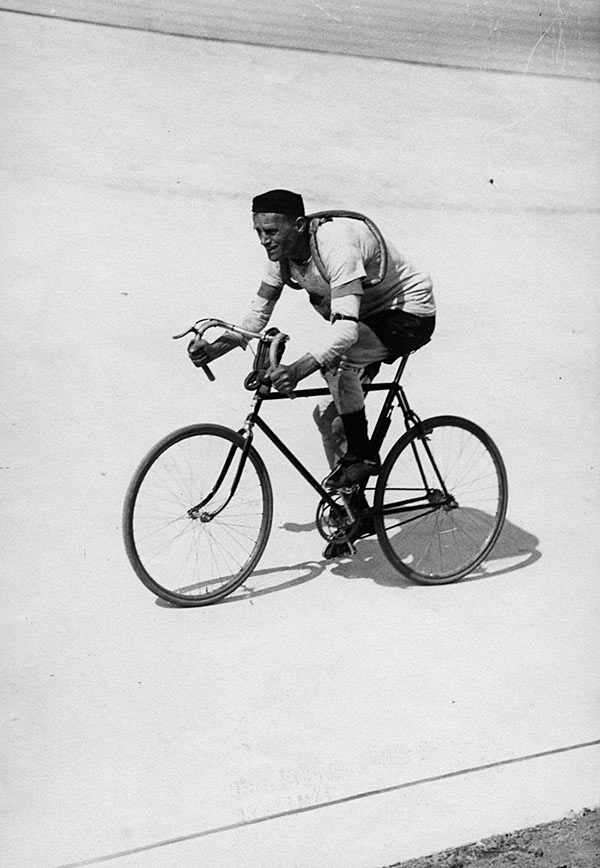
Henrik Morén (1923)

Henrik Hjalmar Simon Morén, född 5 januari 1877 i Tävelsås socken, död 31 januari 1956 i Boo församling, var en svensk idrottsman.
Henrik Morén var son till militärmusikern och lantbrukaren Peter Magnus Morén. Han arbetade som glasmästare i Stockholm, samtidigt som han var verksam som tävlingscyklist. Morén vann första pris i tävlingen Mälaren runt 1902–1910 och 1912. Han deltog även i flera landskamper och andra internationella tävlingar. 1921 deltog han i det segrande svenska laget vid världsmästerskapstävlingarna i Danmark, och även som mycket gammal hävdade han sig i konkurrensen med Sveriges främsta cyklister. Morén var även en skicklig terränglöpare och skridskoåkare. Han är begravd på Skogskyrkogården i Stockholm.